# 2009 a vasúti közlekedésben
Ez a szócikk a 2009-ben történt vasúti eseményeket mutatja be.

## Események a világban

### Január
- Január 29. - Francia vasutas sztrájk.[1]
- Január 29. - Meghibásodott a szlovák vasút távközlési rendszere[2]
- Január 30. - A német vasút felvásárolta a lengyel PCC Logistics vasúti magánfuvarozó céget.[3]

### Február
- Február 14. - Kisiklott egy utasszállító vonat India keleti részén.[4]
- Február 16. - Összeütközött két személyvonat hétfőn Észak-Morvaországban.[5]
- Február 18. - Elkészült az ÖBB 188. Bombardier Talent villamos motorvonata.[6]
- Február 23. - Újra menetrend szerint közlekednek az Eurostar nagysebességű villamos motorvonatok a csalagúton át London és Brüsszel között.[7]
- Február 21. - Kirándulókat szállító autóbusszal ütközött egy szlovák motorvonat.[8]
- Február 25. - Kisiklott egy tehervonat este a bajorországi Freilassingban.[9]

### Március
- Március 8. - Gyalogosokat gázolt egy elővárosi vonat Franciaországban[10]
- Március 30. - Távozott a Deutsche Bahn éléről Hartmut Mehdorn elnök a megfigyelési botrány miatt. Utóda Rüdiger Grube.[11]

### Április
- Április 1. -  Megnyílt a Hofej–Vuhan-vasútvonal Kínában.
- Április 1. -  Megnyílt a Sicsiacsuang–Tajjüan-vasútvonal Kínában.
- Április 17. -  A Schwedt (Oder) felől érkező RegionalExpress egy tehervonatba rohant Németországban.[12]

### Május
- Május 8. - Mintegy százmillió eurós kedvező kamatozású hitelről írtak alá szerződést az Európai Újjáépítési és Fejlesztési Bank, valamint a Szerb Államvasút (Zeleznice Srbije) illetékesei.[13]

### Június
- Június 20. - Felrobbant egy etanolt szállító tehervonat az USA-ban[14]
- Június 22. - Négy embert gázolt halálra a vonat Poznan mellett[15]
- Június 26. - A Strabag tulajdonrészt szerzett a GYSEV-ben[16]
- Június 29. - Összeütközött két vonat Kínában[17]
- Június 30. - Kisiklott és felrobbant egy tehervonat Olaszországban[18]

### Július
- Július 4. - Kisiklott egy személyvonat Franciaországban[19]

### Szeptember
- Szeptember 20. - Kislány született egy Thalys PBKA motorvonaton[20]
- Szeptember 21. - Kisiklott egy gyorsvonat és egy tehervonat Romániában[21]

### Október
- október 22. - Robbantásos merénylet történt Grúziában[22]

### November
- November 27. - Oroszországban kisiklott a Néva-expressz[23]

### December
- December 17. - Oroszországban forgalomba állt a Szapszan nagysebességű motorvonat[24]
- December 26. - Kínában megnyílt a Vuhan–Kanton nagysebességű vasútvonal[25]
- December 28. - Kínában megnyílt a Csengcsou–Hszian nagysebességű vasútvonal

### Határozatlan dátumú események
- Január - Botrány Németországban: Titokban ellenőrizte 173 ezer munkatársát a Deutsche Bahn.[26]
- November - Várhatóan megnyílik Kanadában, Vancouverben egy gyorsvasút vonal
- Megkezdődött a Sinkanszen 0-s sorozat selejtezése Japánban.[27]

## Események Magyarországon

### Határozatlan dátumú események
- A 2. félévben már „igazi” mobiltelefonos, a telefonegyenlegből fedezhető jegyvétel is lehetővé vált.[28]
- Az év végétől napi 7 pár Railjet közlekedik, 2 órás ütemben Bécs, Salzburg, München végállomásokkal.[28]
- Befejeződött a műholdas helymeghatározást és a vezeték nélküli adatátvitelt lehetővé tevő berendezések telepítése a MÁV-TRAKCIÓ Zrt. mozdonyaira[29]

### Január
- Január 29. - Átadták Tamási és Pári közti kerékpárutat, amelyet egy régi vasúti töltésre építettek.[30]
- Január 16. - Útnak indultak Magyarország felé a Görögországból vásárolt görög Siemens Desiro motorvonatok.[31]
- január 28. - Megérkeztek a BKV Fehér úti telepére az Alstom által gyártott első "Metropolis" metrókocsik a 2-es metróra.[32]

### Február
- Február 17. - Halálra gázolt egy 15 éves fiút egy vonat Tatabányánál.[33]
- Február 18. - Megérkezett Magyarországra a Floyd ZRt. magánvasúttársaság Angliából vásárolt British Rail 86 sorozatú villamosmozdonya.[34]
- Február 20. - Megérkeztek Szolnokra a Görögországból lízingelt Siemens Desiro motorvonatok.

### Április
- Április 5. - egy újabb Budapest–München Railjet-vonatpár áll forgalomba.[28]
- Április 23. - Átadták a Stadler szolnoki üzemét.[35]
- Április 24. - Megérkeztek a GYSEV-hez az ÖBB használt személykocsijai.[36]
- Április 25. - Lezajlott a harmadik 3. Cuha-völgyi vasút ünnep a Győr–Veszprém-vasútvonalon.[37]

### Május
- Május 4. - Gázolásos baleset történt a nyolcas számú fővonalon Ikrény közelében.[38]
- Május 8. - Országos vasutas sztrájk[39]
- Május 18. - Megtette első útját a kettes metrón a jövőben közlekedő új Alstom metrószerelvény[40]
- Május 22. - A Budapest–Székesfehérvár–Nagykanizsa-vasútvonalon a hatalmas vihar fákat döntött a pályára és a felsővezetékre. Fonyód és Nagykanizsa között autóbuszok szállították az utasokat.[41]
- Május 25. - Leszakadt a felsővezeték Szár megállóhely közelében[42]
- Május 25. - A Nemzeti Infrastruktúra-fejlesztő Zrt. ideiglenesen forgalomba helyezte az uniós támogatással épült Bagod – Andráshida – Zalaegerszeg vasútvonalat, az első vonat május 25-én este haladt át az új szakaszon Zalaegerszegről Őrihódos irányába.[43]
- Május 29. - reggel háromnegyed hétkor négy napos utazására indult újra a Székely Gyorsvonat a Keleti pályaudvarról.[44]
- Megérkeztek a GYSEV felújított Schlieren-kocsijai[45]

### Június
- Június 26. – A Strabag Soceatas Europea tulajdonrészt szerzett a GYSEV-ben.[16] A Strabag SE a Rail Cargo Austria (RCA) leányvállalatának, a Speditions Holding GmbH-nak a részesedését vásárolta meg, mert a MÁV Cargo privatizációjának engedélyezésekor az Európai Unió Versenyjogi Bizottsága GYSEV-részesedése eladására kötelezte az RCA-t.

### Július
- július 18. – Megindult a menetrend szerinti forgalom a Börzsöny Kisvasúton, az egykori Szobi Gazdasági Vasút vonalán.[46]

### Szeptember
- Szeptember 27. - Nosztalgiavonat közlekedett a Budapest-Lajosmizse vasútvonalon[47]

### Október
- október 4. - Kombájnnal karambolozott a HÉV[48]
- október 10. - Átadták a Mátravasút Lajosháza–Szalajkaház közötti 3,5 km-es szakaszát.[49]
- október 19. - Vasutassztrájk a tervezett vonalbezárások miatt.[50]
- október 27. - Újabb vasutassztrájk a tervezett vonalbezárások miatt.[51]

### December
- december 10.  – A GYSEV rendkívüli közgyűlésén a Strabag SE 89 millió forint értékben tőkét emelt, ezzel részesedése 6,2 százalékra nőtt.
- december 13. – A MÁV megszüntette a személyszállítást 27 viszonylaton (24 szakaszon), mintegy 800 kilométeren. A szüneteltetett vonalakon autóbuszok közlekednek majd.
- december 13. – Elgázolt egy vonat egy férfit Martonvásár állomáson[52]